# Friedrich von Stülpnagel
Friedrich Gottlob von Stülpnagel (Berlino, 16 luglio 1913 – Monaco di Baviera, 7 luglio 1996) è stato un velocista tedesco.

## Palmarès

### Olimpiadi
- Bronzo a Berlino 1936 nella staffetta 4×400 metri.